# 霍英東
霍英東(かくえいとう、拼音: Huò Yīngdōng、英語名:Henry Fok Ying Tung（ヘンリー・フォック）、1923年5月10日 - 2006年10月28日）、中華人民共和国全国政治協商会議副主席、香港中華総商会永久名誉会長を歴任した香港の資本家、政治家。北京協和病院にて死去(長年患ったリンパ腺癌の再発が理由と推測される)。本人の希望により、香港で埋葬される。
出生時の名前は、霍官泰。本籍は広東省番禺県練溪村（現広州市番禺区）、香港出身。水上居民の家に生まれ、家庭は貧しかったといわれる。しかし、1936年に香港随一の名門校である皇仁書院の中等課程に入学し、その際、現在の名前に改名した。ただし日本軍が香港に侵攻したため、学業途中で退学している。
朝鮮戦争時に国連の対中国経済制裁を掻い潜って、医薬品やガソリン、タイヤなどの戦略物資を中国へ密輸し、中国当局との関係や資金を手に入れたと言われる。密輸は中立地帯であったマカオを経由していたため、当時の香港政庁は彼を訴追できなかった。
1960年代はマカオのカジノ経営者として知られる何鴻燊(スタンレー・ホー)と組んで賭博場経営で儲け、1970年代には中国産原油の売買を手がけた。また、1970年代末からは、ホテルを中心に中国への投資を行っている。さらに、1980年代初頭、董建華の経営するOOCLが経営難に陥った際、彼を中国当局や中国資本企業に引き合わせ、その経営再建への援助を引き出した。1990年、香港中華総商会第37代会長に就任した。
中国当局の信任は厚く、1980年に全国政治協商会議委員、1985年に香港基本法起草委員会委員に任命された。1988年に全国人民代表大会常務委員に選出された。1989年6月、天安門事件の弾圧で多数死傷者が出たことを非難する声明を発表したが、1993年には全国政治協商会議副主席に選出された。香港特別行政区予備委員会(1993年-1995年)、香港特別行政区準備委員会の委員も歴任した。董建華を香港特別行政区行政長官として江沢民に推薦したと言われ、その後も彼を一貫して支持し続けた。
長年、左派として香港政庁＝イギリス当局と対立してきたため、香港の政治職に就任したことはない。専ら中国政府が任命するポストに就任した。返還後の1997年、香港政府から大紫荊勲章を授与された。
2006年、フォーブス誌はフォックを世界で181番目の富豪、香港では7番目の富豪にランク付けし、資産額は37億米ドルに達した。
一番目の正妻との間に生まれた長男の霍震霆（ティモシー・フォク）は、立法会議員(スポーツ・芸能・文化・出版職能団体選出)、全国政治協商会議委員、香港オリンピック委員会会長であるほか、香港特区第一期政府推薦委員会委員も勤めた。次男の霍震寰は、中華総商会の現会長である。また、二番目の正妻の連れ子である霍文芳は1991年、AK-47マシンガンの密輸を企てアメリカ当局に逮捕された。
孫である、霍震霆の長男、霍啓剛（ケネス・フォク）は元女子飛び込み選手である郭晶晶と結婚した。また、次男の霍啓山（エリック・フォク）はチャン・ツィイー（章子怡）と交際していた。

## 伝記・関連書籍
- 西原哲也「秘録・華人財閥＝日本を踏み台にした巨龍たち」（NNA、2008年7月）